# بخش شیخوپوره
بخش شیخوپوره (انگلیسی: Sheikhupura Division) یکی از بخش‌های پاکستان در ایالت پنجاب بود که در اصلاحات انجام‌گرفته در سال ۲۰۰۰، ساختار بخش در پاکستان حذف گردید. اما در سال ۲۰۰۸ مجدداً بازگردانده شد. ناحیه‌های آن عبارت بودند از:
- ناحیه ننکانه صاحب
- ناحیه شیخوپوره